# Ганс Нюлле
Ганс «Франц» Нюлле (нім. Hans "Franz" Nülle; 27 грудня 1897, Гросс-Гайден — ?) — німецький льотчик-ас, віцефельдфебель Імперської армії.

## Біографія
До Першої світової війни був учнем коваля, але 1 грудня 1915 року пішов добровольцем в армію, проходив льотну підготовку в 4-му запасному льотному дивізіоні в Позені, потім — у 7-му в Кельні і, нарешті, у 5-му в Ганновері.
23 березня 1916 року став льотчиком 72-го льотного дивізіону. Нюлле служив у цій частині до 9 лютого 1916 року, потім, після короткої відпустки, був переведений 11 квітня в 23-тю бойову ескадрилью, і літав у її складі до 16 серпня. Потім був довгий період, протягом якого Нюлле працював здебільшого інструктором.
5 квітня 1917 року був направлений в 2-ге училище винищувальної авіації і звідти потрапив 28 квітня в 39-ту винищувальну ескадрилью. У вересні 1918 року Нюлле збив 9 літальних апаратів, у тому числі винищив 7 аеростатів, причому після своєї першої перемоги був проведений в єфрейтори, після шостої — в унтерофіцери і, нарешті, у листопаді 1918 року отримав звання віцефельдфебеля. 2 останні перемоги здобув 6 листопада 1918 року над бомбардувальниками з Independent Air Force.

## Нагороди
- Залізний хрест 2-го класу